# Avarmolyfélék
Az avarmolyfélék (Autostichidae) a valódi lepkék (Glossata) alrendjébe tartozó Gelechioidea öregcsalád egyik nemrég elkülönített családja[forrás?]. Korábban a díszmolyok (Oecophoridae) közé sorolták őket mint Autostichinae alcsaládot. Egyes munkákban máig önálló családnak tekintik:
- a Holcopogoninae alcsaládot Holcopogonidae (Gozmany, 1967) néven;[1]
- a Symmocinae alcsaládot Symmocidae (Gozmany, 1957) néven.[2]

A közép- és dél-európai fajok főleg száraz területeken élnek. Hazánkban (három alcsaláddal számolva) tizenegy fajukat figyelték meg (Pastorális, 2011).
A lepkék éjszaka repülnek, a mesterséges fény vonzza őket (Mészáros, 2005).

## A magyarországi fajok
1. Autostichinae alcsalád egyetlen, magyarországi fajjal:
- - csontsárga sztyeppmoly (Deroxena venosulella Möschler, 1862) – Magyarországon szórványos (Pastorális, 2011);

2. Holcopogoninae (al)család egyetlen, magyarországi fajjal:
- - ürülékmoly (Holcopogon bubulcellus Staudinger, 1859) – hazánkban szórványos (Pastorális, 2011);

3. Symmocinae (al)család 9 magyarországi fajjal:
- Apatema (Walsingham, 1900)
  - rejtőzködő avarmoly (Apatema apolausticum Gozmány, 1996) – hazánkban szórványos (Pastorális, 2011; Pastorális & Szeőke, 2011);
  - fehérsávos avarmoly (Apatema mediopallidum, A. fasciata Walsingham, 1900) – hazánk száraz, meleg tölgyeseiben közönséges (Fazekas, 2001; Buschmann, 2003; Mészáros, 2005; Pastorális, 2011; Pastorális & Szeőke, 2011);
  - erdélyi avarmoly (Apatema whalleyi Popescu-Gorj & Căpuşe, 1965) – hazánkban szórványos (Pastorális, 2011; Pastorális & Szeőke, 2011);
- Donaspastus (Gozmány, 1996)
  - magyar avarmoly (Donaspastus pannonicus Gozmány, 1952) – Magyarországon többfelé előfordul (Fazekas, 2001; Pastorális, 2011; Pastorális & Szeőke, 2011);
- Oegoconia (Stainton, 1854)
  - újvilági avarmoly (Oegoconia novimundi Busck, 1915) – hazánkban szórványos (Pastorális, 2011);
  - fátyolos avarmoly (Oegoconia caradjai Popescu-Gorj & Căpuşe, 1965) – hazánkban többfelé előfordul (Pastorális, 2011; Pastorális & Szeőke, 2011);
  - nagy avarmoly (Oegoconia deauratella Herrich-Schäffer, 1854) – hazánkban sokfelé előfordul Fazekas, 2001; Pastorális, 2011; Pastorális & Szeőke, 2011);
  - közönséges avarmoly (Oegoconia uralskella, O. quadripuncta Popescu-Gorj & Căpuşe, 1965) – hazánkban közönséges (Fazekas, 2001; Buschmann, 2003; Pastorális, 2011; Pastorális & Szeőke, 2011);
- Pantacordis (Gozmány, 1954)
  - pannimoly (Pantacordis pales Gozmány, 1954) – hazánkban többfelé előfordul (Pastorális, 2011);